# Marianne Lederer
Marianne Lederer, née à Paris en 1934, est une traductologue française qui a approfondi la théorie interprétative de la traduction fondée par Danica Seleskovitch.

## Biographie
Née à Paris en 1934, Marianne Lederer, après des études de lettres à la Sorbonne et plusieurs séjours linguistiques en Grande-Bretagne, et aux États-Unis, obtient son diplôme d’interprète de conférence français-anglais-allemand (Bac + 5) de l’École de Traducteurs et d’Interprètes auprès des HEC, Paris. Elle travaille comme interprète de conférence free-lance de 1959 à 1985.

### Carrière universitaire
Elle soutient un doctorat d’État en 1978 à l’université Paris 4 -Sorbonne sur La traduction simultanée - fondements théoriques. Nommée professeur à l'université Paris XII-Val de Marne en 1979, elle y crée le département de Langues étrangères appliquées au commerce extérieur qu’elle dirige jusqu'en 1985, date à laquelle elle obtient sa mutation à l’École supérieure d'interprètes et de traducteurs (ESIT) de l'université Paris 3, où elle enseigne déjà depuis 1969 en tant que chargée de cours. Elle dirige l'ESIT de 1990 à 1999.

## Recherche
Marianne Lederer est le premier disciple de Danica Seleskovitch avec laquelle elle fonde et approfondit la théorie interprétative de la traduction) (Interpretive Theory of Translation), qui s’appuie sur la pratique de la traduction orale et écrite et est à la base d’une pédagogie de la traduction et de l’interprétation.
Avec Danica Seleskovitch, elle est l’un des premiers traductologues à avoir secoué dans les années 1970 le joug de la linguistique en mettant le traducteur au centre du processus, et à se tourner vers d’autres disciplines, psychologie, neuropsychologie, pour expliquer le processus cognitif de l’interprétation et de la traduction. Elle a dirigé jusqu'à sa retraite en septembre 2002 le Centre de Recherche en Traductologie de l'Université Paris 3 – Sorbonne Nouvelle.
Elle est corédacteur en chef de la revue internationale de traductologie Forum, publiée par John Benjamins, Elle est membre de l’Association Internationale des Interprètes de Conférence (AIIC), de la Société française de traductologie (SoFT) et de European Society of Translation Studies (EST), de l’Association Danica Seleskovitch, dont elle a reçu le Prix en 2002.
Professeur invitée ou conférencière dans des universités d’Europe, d’Afrique, d’Asie, d’Amérique Latine et du Nord ainsi qu’en Australie, elle fait encore des conférences et séminaires dans les universités étrangères. Elle intervient, par exemple, lors du Congrès Mondial de Traductologie tenu à l'Université Paris-Nanterre du 10 au 14 avril 2017.
Nommée professeur émérite en 2002, elle s’intéresse toujours aux processus cognitifs de la traduction orale et écrite et continue à publier[évasif].

## Principales publications

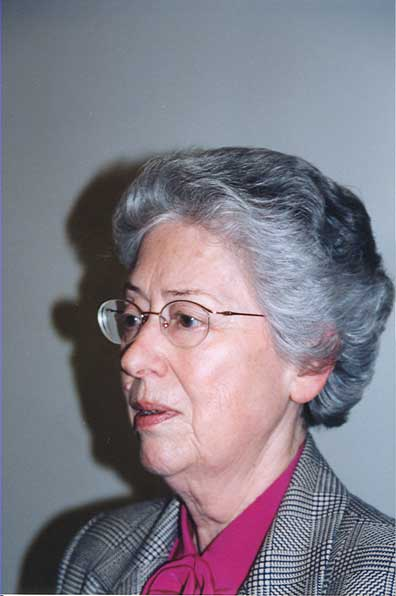
Marianne Lederer

- 1981 : La traduction simultanée - Fondements théoriques,   Minard Lettres Modernes, Paris
- 1984 : Interpréter pour traduire[9], en collaboration avec D. Seleskovitch, Didier Erudition, Paris, Nouvelle. 5e édition, Les Belles Lettres, 2014.
  - Traduit en chinois par Wang Jiarong et Shi Meizhen, Éditions Enseignement du tourisme, Beijing, 1990
  - Traduit en géorgien par Ketevan Djachy, Éditions Chiron, Tbilissi, 2005.
  - Traduit en arabe par Fayza  El Quasem , Organisation Arabe de Traduction, Beyrouth, 2009.
- 1989 : Pédagogie raisonnée de l'interprétation[10], en collaboration avec D. Seleskovitch, Office des Publications des Communautés Européennes et Didier Erudition, 2e édition revue et augmentée, 2002.
  - Traduit en anglais par J. Harmer, sous le titre : A Systematic Approach to Teaching Interpretation, RID, Washington, 1995.
  - Traduit en chinois par Yan Suwei et Shao Wei, China Translation and Publishing Corp., Beijing, 2005.
  - Traduit en serbe par L. et P. Novakovic, Belgrade, 2007
- 1994 : La traduction aujourd'hui - le modèle interprétatif[11], Hachette, Paris. Nouvelle édition Minard Lettres Modernes, Paris-Caen, 2006.
  - Traduit en chinois par Liu Heping, China Translation and Publishing Corp., Beijing. 2001.
  - Traduit en anglais par Ninon Larché: Translation – The Interpretive Model, Manchester, St. Jerome, 2003.
  - Traduit en coréen par Jon Sung-ji, Korea University Press, Séoul, 2001.
  - Traduit en hongrois par Dominika Csizmadia, NKA, Budapest, 2007.
  - Traduit en russe par Elena Alexeeva et Natalya Fenenko, Presses de l’Université pédagogique d’État Herzen, Saint-Pétersbourg, 2007.
  - Traduit en arabe par Fayza El Qasem, Organisation Arabe de Traduction, Beyrouth, 2013.
  - Traduit en géorgien par Ketevan Djachy, Édition Chiron, Tbilissy, 2013
  - Traduit en espagnol par Beatriz Rodriguez, Eudeba, Buenos Aires, 2017
  - Traduit en farsi par Fatemeh Tehrani, Nasr Ghatreh, Teheran 2018